# Precenicco
Precenicco (furlanisch: Prissinins) ist eine nordostitalienische Gemeinde (comune) mit 1426 Einwohnern (Stand 31. Dezember 2023) in der Region Friaul-Julisch Venetien. Die Gemeinde liegt etwa 30 Kilometer südsüdwestlich von Udine an der Stella und reicht bis zur Laguna di Marano.

## Verkehr
Am nördlichen Gemeinderand entlang führt die Strada Statale 14 della Venezia Giulia von Venedig/Mestre zur slowenischen Grenze.

## Partnerstadt
- Město Albrechtice (Tschechien)